# Ditaxis catamarcensis
Ditaxis catamarcensis là một loài thực vật có hoa trong họ Đại kích. Loài này được (Griseb.) Pax mô tả khoa học đầu tiên năm 1890.